# Wabasso saaristoi
Wabasso saaristoi là một loài nhện trong họ Linyphiidae.
Loài này thuộc chi Wabasso. Wabasso saaristoi được Andrei V. Tanasevitch miêu tả năm 2006.